# Autoreverse
Autoreverse (Ni pour, ni contre (bien au contraire)) è un film del 2003, diretto da Cédric Klapisch.

## Trama
Caty, una giovane cameraman, riceve una proposta singolare: riprendere lo svolgimento di una rapina, attuata dall'ambiguo Jean e dalla sua banda. Dapprima ella si rifiuta, ma Jean, con astuzia e senza preavviso, la porta in una gioielleria del centro e, sotto i suoi occhi, compie con disinvoltura una rapina, al fine di mostrarle che, con il giusto sangue freddo ed una tecnica impeccabile, si può rapinare senza l'uso della violenza. La ragazza, impressionata dalla freddezza di Jean e attratta dalla ricca retribuzione, accetta l'incarico. Il colpo va in scena e tutto fila per il verso giusto. Il lavoro di Caty si rivela eccellente e la banda la convince ad unirsi a loro. Grazie ai proventi del bottino, tutti insieme si danno alla bella vita, frequentando hotel di lusso e concedendosi svaghi costosi, ma Jean, il cervello e capo carismatico della banda, ha in mente il colpo della vita, difficile da compiere ma molto remunerativo e che sistemerebbe per sempre la loro situazione finanziaria: assaltare un deposito di denaro, molto ben fornito di banconote e molto sorvegliato.
In un primo tempo due dei compagni di Jean e la ragazza si ritirano dall'impresa e tornano alle loro vite: uno gestisce un misero ristorante ove vende kebab e fritti vari assieme alla moglie, mentre l'altro dà lezioni di danza a delle spogliarelliste. Tuttavia, dopo che sono trascorse alcune settimane, coloro che si erano defilati, stanchi della mediocrità in cui si sentono costretti a vivere loro malgrado, decidono di rischiare il tutto per tutto e di unirsi a Jean per compiere la rapina “del secolo”, quella che darà una svolta definitiva alle loro vite. L'idea alla base della rapina è buona: la ragazza dovrà sostituire la solita prostituta che il direttore del deposito si porta tutti i venerdì sera nel suo ufficio, la stanza dei bottoni, da cui si possono disattivare tutti gli allarmi all'interno del deposito; una delle guardie è un vecchio amico di Jean che farà la sua parte dai monitor collegati alle telecamere di sicurezza, con la promessa di ricevere in cambio una parte del bottino; infine, alla guardia che dovrà aprire il cancello principale per far entrare un furgone portavalori rubato, viene tenuta in ostaggio a casa la moglie ed il figlio da un loro complice esterno.
Però, qualcosa va storto: la ragazza, dopo aver disattivato gli allarmi, è costretta ad uccidere il direttore e, dopo che i complici fanno saltare la porta blindata che li separa dal caveau, entra in funzione un allarme imprevisto. I ladri si attardano troppo nello riempire i borsoni di mazzette di banconote, perdendo poi altro tempo quando Freddy libera la ragazza che era rimasta chiusa nel bussolotto del deposito, distruggendo con un mitra le porte a vetri blindati rimaste bloccate dopo che era scattato l'allarme "imprevisto". Infine, la banda riesce comunque a saltare sul furgone blindato con i sacchi stracolmi di banconote, ma, appena imboccata la strada per fuggire, vengono bloccati dalle auto della polizia appena sopraggiunta e subito schierata con le armi in pugno. I 5 fuggitivi aprono il fuoco contro la polizia dopo aver abbandonato il furgone, fuggendo con le borse dei soldi a tracolla: il ragazzo più giovane viene ferito a morte, Mouss è colpito allo stomaco e sarà abbandonato al pronto soccorso di un ospedale, Caty, Jean e Freddy riescono a fuggire ed a rifugiarsi nel loro covo. Jean, intanto, si allontana temporaneamente dal covo per sbarazzarsi della guardia infiltrata. Caty, quasi dotata di un sesto senso di sopravvivenza, elimina Freddy sparandogli, dato che egli non la voleva lasciare andare via senza aspettare il ritorno di Jean, e fugge poi con tutto il bottino prima dell'arrivo della polizia.
Jean torna al covo dove aveva lasciato Freddy e Caty, ma trova tutto immerso nel buio e la polizia lì ad aspettarlo: catturato e costretto a terra con una scarpa sulla testa, scorge il corpo dell'amico freddato da due colpi di pistola e capisce chi è stato l'esecutore del delitto. Caty, rivelatasi in fondo la più dura, più tenace e più dotata di sangue freddo dell'intero gruppo, è l'unica destinata a sopravvivere ed a godersi il bottino nel paradiso di Miami.

## Accoglienza

### Critica
- Verniciato con una mano di immoralismo, è il tentativo di fare un polar leggero e un po' cinico. Riuscito a metà. Meglio la prima parte. Commento del dizionario Morandini che assegna al film due stelle e mezzo su cinque di giudizio.[1]
- Un film che cambia passo più volte, che adotta ed abbandona soluzioni senza seguire un criterio. Commento del dizionario Farinotti che assegna al film due stelle su cinque di giudizio.[2]